# Бурлюк-Кузнецова, Людмила Давидовна
Людмила Давидовна Кузнецова-Бурлюк (20 декабря 1884  [1 января 1885] или 2 января 1885, Котельва, Харьковская губерния — 1 февраля 1968, Прага) — русский живописец, график; литератор.

## Биография
Родилась в семье Давида Фёдоровича Бурлюка — выходца из крестьян, который служил управляющим в имении на юге России. Сестра художников и поэтов Владимира, Давида, Николая Бурлюков. Была старшей из трёх сестёр.
Училась в Высшем художественном училище при Академии художеств в Петербурге (1903—1907). В 1907 году вышла замуж за Василия Кузнецова (1881—1923) — петербургского скульптора, мастера монументально-декоративной скульптуры.
Была членом Товарищества харьковских художников, и с 26 февраля 1906 года являлась участником выставок общества (1906, 1907), Товарищества южнорусских художников в Одессе (1906, 1907), Союза русских художников (1906) в Петербурге, «Blanc et noir» в Харькове (1907), а также выставок художественной группы «Венок—Стефанос»:
- «Стефанос» в Москве (1907—1908),
- «Венок» в Санкт-Петербурге (1907),
- «Венок» в Херсоне (1908),
- «Звено» в Киеве (1908).

До 1908 года принимала участие во всех выставках, организованных Давидом Бурлюком.

### В браке
Согласно воспоминаниям брата Давида, «в феврале 1908 года она вышла замуж за скульптора В. В. Кузнецова, чей отец был железнодорожным инженером, последним проектом которого была железная дорога из Петербурга в Мурманск. Кузнецовы были дружны с Ремизовыми, Мережковским и сестрами Гиппиус. Все они были архаистами, ненавидящими всё новое, и вскоре Людмила стала относиться к нам как к „чужакам“».
В конце 1910-х оставила живопись, посвятив себя семье. Жила в Петрограде, городе Аркадак Саратовской губернии (1918).
В 1923 году Василий Кузнецов умер от тифа. Людмила осталась одна с четырьмя детьми и переехала в Саратов (с 1923), зарабатывая на жизнь рисованием. Выполняла различные заказы, выполняла афиши, лозунги, портреты; в том числе — портреты умерших по фотографиям; занималась оформительскими работами; рисовала афиши саратовского цирка. Двое из четырёх сыновей Людмилы погибли во время Второй мировой войны, один попал в психиатрическую больницу; выжил только Кирилл Кузнецов (жил в Ленинграде).
В 1956 переехала в Прагу к своей сестре Марианне. В последние десятилетия возобновила занятия искусством.
В 1967 году в Праге состоялась её персональная выставка, каталог которой хранится в Фонде им. Д.Бурлюка в Сумах (Vystava obrazu a kreseb Ludmily Kuznecove-Burljukove, 19 brezna 2 dubna 1967, Kulturni dum Zavadilka — OKD, Praha 6).
Автор воспоминаний.

## Творчество
Писала пейзажи, портреты, натюрморты; прошла через увлечение импрессионизмом, творчеством Поля Сезанна, К. Писсарро.
Имея незаурядное дарование к живописи, увлекалась изучением и пропагандой нового искусства. Как отметил современный искусствовед Василий Афанасьев, её пейзажные этюды, выполненные в манере французского живописца-импрессиониста Камиля Писсарро, тонко воспроизводили «свето-воздушную среду», передавая волшебную поэзию непритязательных мотивов природы.